# کارلستاد (مینه‌سوتا)
کارلستاد، مینه‌سوتا (به انگلیسی: Karlstad, Minnesota) یک شهر در ایالات متحده آمریکا است که در شهرستان کیتسان، مینه‌سوتا واقع شده‌است.

## خصوصیات
کارلستاد ۳٫۹۶ کیلومترمربع مساحت و ۷۶۰ نفر جمعیت دارد و ۳۲۰ متر بالاتر از سطح دریا واقع شده‌است.